# منظمة الدفاع عن الأطفال
صندوق الدفاع عن الأطفال منظمة أمريكية غير ربحية تركز على الدفاع عن حقوق الأطفال. تأسست في عام 1973 من قبل ماريان إيدلمان.

## التاريخ
تأسست المنظمة في عام 1973 ، مستشهدة بإلهام حركة الحقوق المدنية، بهدف تحسين السياسات الفيدرالية المتعلقة برعاية الأطفال وأنظمة التعليم العام.
يقع المقر الرئيسي CDF في واشنطن ولها مكاتب في عدة دول في جميع أنحاء البلاد: كاليفورنيا ، مينيسوتا، نيويورك ، ولاية لويزيانا،أوهايو، ميسيسيبي، ولاية كارولينا الجنوبية، تينيسي وتكساس . تعمل برامج المنظمة في 24 ولاية ويعمل موظفو التوعية الوطنيون أيضًا على أرض الواقع ومع شركاء في جميع الولايات الخمسين.

## الأنشطة
منذ تأسيس المنظمة أكدت على أهمية قانون تعليم الأطفال المعوقين في عام 1975 (المعروف الآن باسم قانون تعليم الأفراد ذوي الإعاقة ) وقانون المساعدة على التبني ورعاية الطفل في عام 1980. كما شملت اهتماماته التشريعية برنامج البداية، وبرنامج المعونة الطبية، وبرنامج التأمين الصحي للأطفال (CHIP) ، وائتمان ضريبي دخل الطفل.
وقامت المنظمة بإدارة العديد من حملات التوعية العامة، بما في ذلك حملة منع حمل المراهقين في عام 1986 ، وحملة منع العنف من الأسلحة النارية، وإنهاء فقر الأطفال.